# Pedicularis schistostegia
Pedicularis schistostegia är en snyltrotsväxtart som beskrevs av Aleksei Ivanovich Vvedensky. Pedicularis schistostegia ingår i släktet spiror, och familjen snyltrotsväxter. Inga underarter finns listade i Catalogue of Life.